# Armel Hostiou
Armel Hostiou est un réalisateur, scénariste et producteur français, né le 9 novembre 1976 à Rennes.

## Biographie
Armel Hostiou étudie le cinéma à la Fémis, dont il est diplômé en 2003. Son film de fin d'études, SoloS, remporte différents prix dont celui du Best experimental film au International Student Film Festival de Tel Aviv en 2004.
Il réalise ensuite plusieurs courts-métrages, des vidéo clips (Babx, Poni Hoax, Bertrand Belin, Camélia Jordana, Fantazio,...), des films expérimentaux et installations vidéo.
En 2008 il co-fonde la société de production Bocalupo Films qui produit son premier long-métrage, Rives. Le film dessine un portrait de Paris, le temps d'une journée, à travers le parcours de trois de ses habitants. Présenté au festival de Cannes en 2011 dans la programmation Acid, il sort au cinéma en France le 29 février 2012, distribué par Epicentre Films. Le film obtient le Curator's Choice lors de sa première à la BAM Cinematek de Brooklyn lors du Young French Cinema Festival en 2012.
En 2013 il réalise un nouveau long-métrage, tourné à New York, Une histoire américaine. Dans le rôle principal Vincent Macaigne interprète un Français qui tente désespérément de reconquérir la femme qu'il aime, interprétée par Kate Moran. Le film sort en salle aux Etats-Unis et en France le 11 février 2015, distribué par UFO Distribution.
En 2019, La Pyramide Invisible, son premier long-métrage documentaire, tourné en Bosnie-Herzégovine, est présenté en séance spéciale au Festival Cinéma du réel à Paris. En 2023 il présente au festival CPH:DOX un nouveau film tourné à Kinshasa, Le Vrai du faux, qui relate sa quête d'un usurpateur d'identité au Congo. Le film sort au cinéma en France le 7 juin 2023 distribué par Météore Films . Sélectionné dans de nombreux festivals, il reçoit le prix du public au Sicila Queer Filmfest de Palerme en 2024.

## Filmographie

### Réalisateur

#### Longs métrages
- 2012 : Rives
- 2015 : Une histoire américaine
- 2019 : La Pyramide Invisible
- 2023 : Le Vrai du faux

#### Courts métrages
- 2003 : SoloS
- 2004 : Kino
- 2004 : Chorus
- 2005 : Contre Temps
- 2006 : World was on fire and no one could save me but you
- 2008 : Lost You
- 2012 : Psycho Motion
- 2013 : Kingston Avenue
- 2015 : La ville bleue
- 2025 : Estela

#### Clips
- 2005 : De Saragosse à Barcelone - Julien Ribot - Ici, d'ailleurs...
- 2006 : Seven Days - Fantazio - La Triperie
- 2006 : Crack Maniac - Babx - Warner Music France
- 2007 : Cœur Larsen - Babx - Warner Music France
- 2007 : Bains de minuit - Babx - Warner Music France
- 2008 : Vanita - Toma Fetermix - Musikaction
- 2009 : Sirènes - Delphine Volange - Labelenchanteur
- 2009 : Do look back - Suicide - Kochka Da Cat
- 2009 : Terra Incognita - Foma - Inverness
- 2009 : BMB - DM Stith - Asthmatic Kitty Records
- 2009 : Bons baisers d'Islamabad - Babx - Warner Music France
- 2009 : Electrochocs Ladyland - Babx - Warner Music France
- 2009 : De Haut en Bas - Arlt - Almost Musique
- 2009 : The brightest side - Fantazio - La Triperie
- 2010 : Hypernuit - Bertrand Belin - Label Cinq7
- 2010 : Even If - Limousine - Ekler’o’shock Records
- 2010 : La Mort des amants - Babx - Warner Music France
- 2010 : Carrie Ann - Poni Hoax & Babx - Tigersushi
- 2011 : Tes bonnes choses - Louis Bertignac - Polydor
- 2012 : Despote Paranoïa - Babx - Label Cinq7
- 2013 : Tchador Woman - Babx - Label Cinq7
- 2013 : Naomi Aime - Babx - Label Cinq7
- 2013 : There's nothing left for you here - Poni Hoax - Paneuropean Recordings
- 2013 : Je ne t'ai jamais aimé - Babx & Camelia Jordana - Label Cinq7
- 2013 : Lucile - Ghost Dance - Label La Fugitive
- 2014 : Helsinki - Babx - Label Cinq7
- 2015 : Lost - Arcan - Arcan Records/Modulor
- 2016 : Honneur - Armelle Dumoulin - Label Le Furieux
- 2017 : Unknown dancer - DR(DR)ONE feat. Thomas de Pourquery
- 2018 : You shall live - Ghost Dance - Label La Fugitive
- 2018 : Trilogie Omaya - Babx - Label Bison Bison
- 2019 : Omble Chevalier - Jean-baptiste Soulard & J. P. Nataf - Label Musique Sauvage
- 2019 : Khellitini Najri Maurak - Mohamed Lamouri - Label Horizon / Sony

#### Expérimental
- 2005 : Everything is mental - Moscow Digital Act 2011
- 2006 : Chute, 1 & 2 - Exposition Permanence, Orangerie de Sucy 2006
- 2006 : Ondes (rêver immobile)[9] - Théâtre de Bonneuil 2007  (en collaboration avec Dominique Robin)
- 2007 : Les petites statues[10] - Kunsthaus Luxembourg  Capitale européenne de la culture 2007  (en collaboration avec Dominique Robin)
- 2007 : Anatomie d'une ville [11] Translocated, Londres 2010
- 2007 : Wall Times, 1 & 2 - Melilla (2007)  - Ramallah (2009)
- 2008 : Sensations - Rimbaudmania, Bibliothèque historique de la ville de Paris 2010
- 2008 : Laps - Espace Landowski, Boulogne 2009 (en collaboration avec Dominique Robin)
- 2008 : Traces - Dans la nuit, des images[12]- Grand Palais, Paris  2008
- 2010 : Niobe - Le quai de la batterie, Arras 2010
- 2011 : Chili - Art of Travelling #1
- 2012 : Flota - Curtis R. Priem Experimental Media and Performing Arts Center EMPAC[13]
- 2012 : Watch Thru Me - Curtis R. Priem Experimental Media and Performing Arts Center EMPAC
- 2013 : Stellar (Region) - Innermap
- 2014 : Duende - Musée Picasso - Nuit Blanche Paris 2014[14]

## Distinctions
- 2004 : Best experimental Film, SoloS, Tel Aviv international student film festival[1]
- 2004 : Prix BAC cinéma, SoloS, Rencontres cinématographiques de Digne
- 2004 : Prix SACEM, SoloS, Festival des e-magiciens, Valenciennes
- 2006 : Prix du public, Contre Temps, Festival FFAT Munich [15]
- 2007 : Prix du clip le plus créatif de l'année, Seven Days, Le Monde.fr [16]
- 2008 : Best indie music video 2008, BMB (can't say goodbye), You Tube US
- 2008 : Jury Award, Kino, Independent Exposure, San Francisco[17]
- 2009 : Audience Award, Metafest, World was on fire and no one could save me but you, San Francisco[18]
- 2012 : Curator's choice, Rives, Young french Cinema at B.A.M. - New York
- 2015 : Young Programmers Award, Une histoire américaine, Festival de cine europeo de Sevilla[19]
- 2024 : Audience Award, Le Vrai du Faux, Sicila Queer New Visions International Film Fest, Palermo[8]
- 2025 : Best Film International , The Other Profile, Aravali International Film Festival, New Delhi[20]
- 2025 : Audience Award, Le Vrai du Faux, Royal Anthropological Institute Film Festival, Bristol[21]